# Tithaeus jacobsoni
Tithaeus jacobsoni is een hooiwagen uit de familie Tithaeidae. De originele naamcombinatie (protoniem) is Tithaeus jacobsoni Roewer, 1923. De huidige (vanaf 2023) geldig wetenschappelijke naam van Tithaeus jacobsoni Gaat terug op Carl Frederick Roewer.